# Semmelweis (film, 2023)
A Semmelweis 2023-ban bemutatott, magyar életrajzi filmdráma, amit Maruszki Balázs forgatókönyvéből Koltai Lajos rendezett. A főszerepben Vecsei H. Miklós, Nagy Katica és Gálffi László látható. Bemutatása után rögtön több díjat is kapott a Los Angeles-i Magyar Filmfesztiválon. A filmet Magyarországon 2023. november 30-án mutatták be a mozikban, az InterCom Zrt. forgalmazásában. Amerikai bemutatója 2023. október 23-án volt.
A film 2023 legnézettebb magyar filmje lett.

## Előzetes
1847-ben egy rejtélyes járvány tombol egy bécsi szülészeti klinikán, miközben Semmelweis Ignác orvos minden hagyományos elmélettel szembe menve próbálja legyőzni a gyermekágyi lázat.

## Szereplők
| Szerep                              | Színész                 |
| ----------------------------------- | ----------------------- |
| Semmelweis Ignác, beosztott orvos   | Vecsei H. Miklós        |
| Hoffmann Emma, ápolónő              | Nagy Katica             |
| Johann Klein, bécsi klinikaigazgató | Gálffi László           |
| Kollár Ferdinánd, orvos             | Kovács Tamás            |
| Koletschka Jakob, beosztott orvos   | Elek Ferenc             |
| Markusovszky Lajos, beosztott orvos | Csapó Attila            |
| Franz Meyer, temetkezési vállalkozó | Kovács Lajos            |
| Julia Mandel, ápolónő               | Mészáros Blanka         |
| Gertrúd, Semmelweis szállásadója    | Györgyi Anna            |
| Vass Tamás, mosodás                 | Znamenák István         |
| Krombach                            | Lábodi Ádám             |
| Auger                               | Vári Kovács Péter       |
| Augerné                             | Mentes Júlia Virgínia   |
| Augerék fia                         | Kenéz Ágoston           |
| Helga, nővér                        | Virga Tímea             |
| Sabina Hoffmann, Emma húga          | Kizlinger Lilla         |
| Albert Fuchs, beosztott orvos       | Simon Kornél            |
| Rendőr 1                            | Hrisztov Toma           |
| Rendőr 2                            | Varjú Nándor            |
| Hans                                | Szacsvai István         |
| Herr Braun                          | Patkós Márton           |
| Gassner                             | Varga Tamás             |
| Margaret                            | Kurta Niké              |
| Clara Fuchs                         | Zsigmond Emőke          |
| Szabadi                             | Aczél Tulián            |
| Blahó                               | Hajduk Károly           |
| Baumgartner, városi tanácsos        | Lengyel Ferenc          |
| Baumgartnerné                       | Szűcs Nelli             |
| Gassner                             | Megyeri Zoltán          |
| Lantos                              | Andorai Péter Krisztián |
| Iványi                              | Solymos Kristóf         |
| Fraller                             | Nádas Gábor Dávid       |
| Medikus                             | Méhész György           |
| Berger, a Bábaképző igazgatója      | Kolovratnik Krisztián   |
| pincér                              | Orosz Ákos              |
| Barbara, ápolónő a Bábaképzőben     | Waskovics Andrea        |
| Pimasz nővér                        | Hermányi Mariann        |
| Iványi                              | Solymos Kristóf         |
| Kocsmáros                           | Jámbor József           |
| Pap                                 | Cserna Antal            |
| Matróz                              | Bölkény Balázs          |
| Magdolna                            | Orosz Csenge            |
| Hilde                               | Olasz Ágnes             |
| Vilhelmina                          | Kovács Vanda            |
| Parasztasszony                      | Bajor Lili              |
| Utcalány                            | Tóth Nikolett           |
| Fiatal nő                           | Dér Mária               |
| Vajúdó nő                           | Vadász Krisztina        |
| Bába                                | Göncz Anna              |

## Bemutató
New Yorkban, az 1956-os forradalom és szabadságharc évfordulóján tartották a film világpremierjét a Mozgókép Múzeumában (Museum of Moving Image).

## Nézettség, bevétel
A nézettségi adatok szerint 346 270 jegyet adtak el rá, és ezzel az eredménnyel mintegy 733 104 146 Ft bevételt termelt a jegypénztáraknál. Ezzel 2023 legnézettebb magyar filmje lett.

## Díjai
- Magyar Mozgókép Díj (2024)[10]
  - Legjobb játékfilm
  - Legjobb rendező – Koltai Lajos
  - Legjobb női mellékszereplő – Mészáros Blanka
  - Legjobb férfi mellékszereplő – Gálffi László
  - Legjobb látványtervező – Pater Sparrow
  - Legjobb zeneszerző – Pacsay Attila